# Fust
Pour le marchand et banquier qui a financé les travaux de Gutenberg, voir Johann Fust.
Fust est une entreprise suisse de distribution de matériel électroménager.
Avec environ 150 points de vente dans toute la Suisse (Eschenmoser et netto24 inclus), Fust est la plus importante chaîne de commerces spécialisés en électroménager, électronique de loisir, télécommunication, ordinateurs et dans l'aménagement des cuisines et des salles de bains. L'entreprise possède également un département appelé Fust Baumanagement, spécialisé dans la maîtrise d'œuvre et la rénovation en bâtiment. Fondée à Berne en 1966 par Walter Fust (de), Fust débute en tant que détaillant d'appareils électroménagers en 1967. En 1977, elle ouvre sa première succursale en Suisse Romande et en 1979, elle vend également des cuisines et salles de bains. L'introduction d'appareils électroniques de divertissement se fait en 1989.
En 1994, le groupe Jelmoli reprend les magasins Fust pour les revendre, en 2007, à Coop (Suisse).
En 2009, Fust rachète Darty Suisse, il reprend 4 des 5 magasins de Suisse romande.